# Varius Quintius Gaianus
Varius Quintius Gaianus war ein im 3. Jahrhundert n. Chr. lebender Angehöriger der römischen Armee.
Durch eine Inschrift, die in Rom gefunden wurde, ist belegt, dass Gaianus Centurio in der Legio XX Valeria Victrix war, die ihr Hauptlager in Deva Victrix in der Provinz Britannia hatte. Darüber hinaus geht aus der Inschrift hervor, dass er ein ehemaliger Trecenarius (ex trecenario) war.
Gaianus diente vermutlich zunächst in der Prätorianergarde in Rom. Nach seiner regulären Dienstzeit von 16 Jahren bei den Prätorianern verblieb er als Evocatus Augusti in der Armee; die Dienstzeit als Evocatus konnte mehrere Jahre betragen. Um den Status eines Trecenarius zu erreichen, musste er danach als Centurio in einer der Cohortes vigilum, in einer der Cohortes urbanae und in einer der Cohortes praetoriae gedient haben, die in Rom stationiert waren; die Dienstzeit als Centurio in diesen drei Kohorten konnte bis zu 20 Jahre betragen. Danach wurde er Centurio in der Legio XX Valeria Victrix.
Gaianus wurde 85 Jahre, 2 Monate und 15 Tage alt (vixit annis LXXXV mensibus II diebus XV) und hatte 55 Jahre, 2 Monate und 15 Tage (militavit annis LV mensibus II diebus XV) in der Armee gedient. Die Inschrift wurde durch seinen Freigelassenen Quintus Paulinus errichtet.
Die Inschrift wird bei der Epigraphik-Datenbank Clauss-Slaby und bei Stephen James Malone ins 3. Jhd. datiert.